# Julia Solly
Julia Solly, född 1862, död 1953, var en sydafrikansk nykterhetsaktivist och rösträttskvinna. Hon grundade 1904 Women's Enfranchisement League (WEL), som blev föregångaren till Women's Enfranchisement Association of the Union.